# Rodrigo Laviņš
Rodrigo Laviņš (* 3. August 1974 in Riga, Lettische SSR) ist ein ehemaliger lettischer Eishockeyspieler, der zuletzt als Assistenztrainer bei Dinamo Riga in der Kontinentalen Hockey-Liga unter Vertrag stand.

## Karriere
Rodrigo Laviņš stammt aus dem Nachwuchs des HK Pardaugava Riga. 1994 ging er nach Nordamerika und spielte zunächst in der East Coast Hockey League für die Raleigh IceCaps und Tallahassee Tiger Sharks. Zudem absolvierte er einige Spiele in der Colonial Hockey League für die Muskegon Fury. Während der Saison 1997/98 ging er sowohl für Las Vegas Thunder in der International Hockey League, als auch für die Tacoma Sabercats in der West Coast Hockey League aufs Eis.
1998 kehrte Laviņš nach Europa zurück und spielte in den folgenden zwei Spieljahren für Teams aus Schweden und Finnland: Jokerit Helsinki, AIK Solna, HPK Hämeenlinna und Ilves Tampere. Vor der Spielzeit 2000/01 wurde er von den Augsburger Panthern unter Vertrag genommen, für die er 46 Partien in der DEL absolvierte. Danach wechselte er in die erste russische Liga, die Superliga, zu Molot-Prikamje Perm, für das er in 43 Spielen zehn Scorerpunkte erzielte. Die Spielzeit 2002/03 verbrachte Laviņš beim HK Dynamo Moskau, für dessen zweite Mannschaft er zunächst in der Perwaja Liga auflief. Mitte der Saison wurde er in die erste Mannschaft berufen und erreichte mit dieser die Superliga-Playoffs. Nach diesem Erfolg kehrte Laviņš in sein Heimatland zurück und wurde vom HK Riga 2000 unter Vertrag genommen. Mit seinem neuen Team wurde er 2004 und 2005 Lettischer Meister.
2005 wurde Laviņš vom schwedischen Erstligisten Brynäs IF unter Vertrag genommen, für den 99 Partien in der Elitserien bestritt. Im Sommer 2007 wechselte er zu Metallurg Nowokusnezk, kehrte aber nach 15 Einsätzen in der Superliga und Perwaja Liga nach Schweden zurück, wo er einen Vertrag beim Södertälje SK erhielt. Seit 2008 steht Laviņš beim neu gegründeten KHL-Teilnehmer Dinamo Riga unter Vertrag. In der Spielzeit 2008/09 war er Mannschaftskapitän von Dinamo Riga, anschließend bis 2011 Assistenzkapitän. In den Spielzeiten 2012/13 und 2013/14 kam Laviņš nur noch unregelmäßig zum Einsatz, gewann mit Danoimo 2013 aber noch den Nadeschda-Pokal. Im Juni 2014 beendete er als 39-Jähriger seine Profikarriere und schloss sich einen Monat später dem semiprofessionellen HK Kurbads an.

## Erfolge und Auszeichnungen
- 1993 Aufstieg in die B-Gruppe bei der C-Weltmeisterschaft
- 1994 Bester Vorlagengeber der Junioren-C-Weltmeisterschaft
- 1996 Aufstieg in die A-Gruppe bei der B-Weltmeisterschaft
- 2004 Lettischer Meister mit dem HK Riga 2000
- 2005 Lettischer Meister mit dem HK Riga 2000
- 2013 Nadeschda-Pokal-Sieger mit Dinamo Riga

## Statistik
(Stand: Ende der Saison 2013/14)

### International
Vertrat Lettland bei:
| - C-Weltmeisterschaft 1993 - U20-Junioren-C-Weltmeisterschaft 1994 - B-Weltmeisterschaft 1996 - Weltmeisterschaft 1997 - Weltmeisterschaft 1999 - Weltmeisterschaft 2000 - Weltmeisterschaft 2002 - Weltmeisterschaft 2003 - Weltmeisterschaft 2005 | - Olympischen Winterspielen 2006 - Weltmeisterschaft 2007 - Weltmeisterschaft 2008 - Weltmeisterschaft 2009 - Olympischen Winterspielen 2010 - Weltmeisterschaft 2012 - Weltmeisterschaft 2014 |

(Legende zur Spielerstatistik: Sp oder GP = absolvierte Spiele; T oder G = erzielte Tore; V oder A = erzielte Assists; Pkt oder Pts = erzielte Scorerpunkte; SM oder PIM = erhaltene Strafminuten; +/− = Plus/Minus-Bilanz; PP = erzielte Überzahltore; SH = erzielte Unterzahltore; GW = erzielte Siegtore; 1 Play-downs/Relegation; Kursiv: Statistik nicht vollständig)